# 스칼레타 고개
스칼레타 고개(Scaletta Pass, 로만슈어: Cuolm S-chaletta, 독일어: Scalettapass)(해발 2315m)는 스위스 그라우뷘덴주의 산길이다. 이 고개는 알프스의 알불라 산맥에 있다. 디쉬마에서 경로는 인 계곡의 치누오스-첼(Cinuos-chel)로 이어진다. 이는 독일어권인 다보스에서 로만슈어권인 엥가딘으로 가는 교차로이며, 추가로 라인강의 북쪽 배수 유역에서 북해로 흘러들어가는 교차로이며, 인강과 다뉴브강을 통해 흑해로 흘러드는 배수로의 남쪽을 의미한다. 여름 동안 스칼레타 고개는 등산객과 산악 바이커들을 위한 여러 경로를 결합한다. 주요 고개를 건너는 대신 푼타우나 계곡(Val Funtauna)을 통해 케쉬휘테(Keschhütte) 방향으로 향하고, 베르귄으로 계속 이동할 수도 있다. 매년 열리는 스위스 알파인 마라톤도 이 고개를 넘어간다.

## 역사
스칼레타 고개(s-chaletta : 로만슈어로 “작은 계단”이라는 의미)는 쿠어에서 다보스를 거쳐 엥가딘 계곡의 S-찬프까지, 차샤우나 고개를 거쳐 벨틀린까지 이어지는 중세 내부 고산 루트에 있다. 북쪽의 뒤르보덴(Dürrboden)과 남쪽의 수사우나(Susauna)에 있는 오래된 마차 시설과 라 샤펠라(La Chapella)의 역사적인 호스피스는 이전 운송 경로를 엿볼 수 있게 해준다. 1866년과 1868년 사이에 플뤼엘라 고개를 가로지르는 도로가 건설되자, 스켈레타 고개는 한때 가졌던 경제적 중요성을 상실했다.